# Domenico Maria Manni
Domenico Maria Manni (Firenze, 8 aprile 1690 – Firenze, 30 novembre 1788) è stato un filologo, editore, storico, erudito e poligrafo italiano.

## Biografia
Figlio di un tipografo, lavorò dapprima nell'officina paterna, dalla quale uscì la IV edizione del Vocabolario della Crusca (1729-38) curata dal Bottari. Terminata la stampa del Vocabolario, Manni ne curò un Compendio, in cinque volumi che tuttavia suscito pareri discordi.
Dopo la morte del padre, si diede alle lettere: fu accademico della Crusca, direttore della biblioteca Strozzi di Firenze. Cultore della lingua toscana del Trecento, scrisse molte opere erudite e filologiche con intenti di purista e di ricercatore di glorie locali. La quantità delle sue ricerche è imponente, ma non di rado a scapito della qualità, per cui talora il Manni incorse in errori grossolani come quando avallò l'attribuzione dell'invenzione degli occhiali a tale Salvino degli Armati.

## Opere

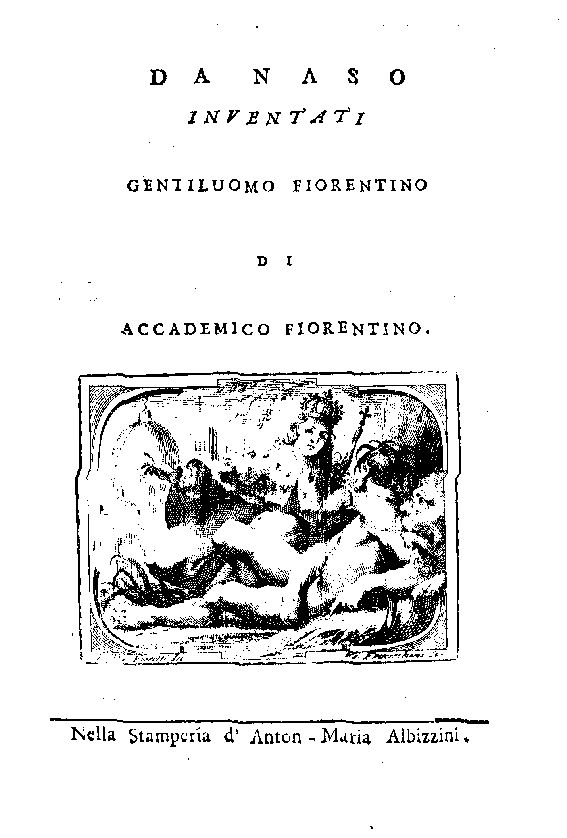
Degli occhiali da naso inventati da Salvino Armati, 1738

- Serie dei senatori fiorentini (1722)
- Cronica di Firenze di Donato Velluti, dall’anno 1300, in circa, fino al 1370, Firenze, 1731 (on-line)
- Lezioni di lingua toscana di Domenico Maria Manni accademico fiorentino dette da esso nel seminario arcivescovile di Firenze, Firenze: nella Stamperia di Pietro Gaetano Viviani, 1737 (on-line)
- Degli occhiali da naso inventati da Salvino Armati, Firenze, Antonio Maria Albizzini, 1738.
- Osservazioni istoriche sopra i sigilli antichi de' secoli bassi, 37 voll., 1739-86 (on-line)
- Istoria del Decamerone di Giovanni Boccaccio, Firenze, 1742 (on-line)
- Istoria degli anni santi. Firenze: G. Battista Stecchi, 1750 (on-line)
- Notizie de' professori del disegno da Cimabue in qua, Opere di Filippo Baldinucci. Firenze: per Gio. Batista Stecchi e Anton Giuseppe Pagani, 1767-1774 (on-line)
- Opere di Messer Agnolo Firenzuola fiorentino, Milano: Società tipografica de' Classici italiani, 1802 (on-line)
- Trattato di Piero Vettori delle lodi e della coltivazione degli ulivi nuova accuratissima edizione presa da quella del 1720. citata dagli Accademici della Crusca. Colle annotazioni del dott. Giuseppe Bianchini di Prato e di Domenico M. Manni. Firenze: nella stamperia di Gio. Batista Stecchi alla Condotta, 1762 (on-line)
- Notizie istoriche intorno al Parlagio ovvero anfiteatro di Firenze. Bologna: Tommaso Colli, 1746 (on-line)
- Le veglie piacevoli ovvero notizie de' più bizzarri e giocondi uomini toscani le quali possono servire da utile trattenimento, scritte da Domenico M. Manni. Tomo I-VIII. In Venezia: presso Antonio Zatta, 1759-1760 (on-line)
- Istoria delle Befane